# Qikiqtarjuaq
Qikiqtarjuaq (Inuktitut: Qikiqtarjuaq; ᕿᑭᖅᑕᕐᔪᐊᖅ "grande isola"), nota come Broughton Island fino al 1º novembre 1998, è un'isola e un insediamento Inuit nel Nunavut in Canada, al largo dell'Isola di Baffin, nella Regione di Qikiqtaaluk.

## Economia

### Servizi
La località è servita dall'aeroporto locale, il Qikiqtarjuaq Airport, ed è presente un albergo. L'isola è nota per il clima e la natura artici, con numerosi avvistamenti di balene nelle acque presso il Auyuittuq National Park. Pur essendo una piccola comunità, vi sono servizi come una stazione dei RCMP e il centro comunale, di vitale importanza nella vita della comunità.

## Popolazione
Secondo il censimento effettuato in Canada nel 2006 la popolazione era di 473 abitanti, con un calo dell'8,9% rispetto ai rilevamenti del 2001.

## Attività
Qikiqtarjuaq ospita ogni anno la Suicide Prevention Walk. Concorrenti locali percorrono una distanza di circa 60 km attraverso la tundra partendo da un antico rifugio di balenieri detto "Kivitu". Il percorso viene all'incirca coperto in due giorni e mezzo, e serve ad aumentare la speranza negli abitanti di queste terre, spesso fin troppo lontane dalla società.